# Chamberaud
Chamberaud är en kommun i departementet Creuse i regionen Nouvelle-Aquitaine i de centrala delarna av Frankrike. Kommunen ligger i kantonen Saint-Sulpice-les-Champs som tillhör arrondissementet Aubusson. År 2022 hade Chamberaud 97 invånare.

## Befolkningsutveckling
Antalet invånare i kommunen Chamberaud
Referens:INSEE